# Cetvertakove, Seredîna-Buda
Cetvertakove (în ucraineană Четвертакове; în trecut, Kim, în ucraineană Кім) este un sat în comuna Krenîdivka din raionul Seredîna-Buda, regiunea Sumî, Ucraina.

## Demografie
Componența lingvistică a localității Cetvertakove
     Rusă (95,83%)
     Ucraineană (4,17%)
Conform recensământului din 2001, majoritatea populației localității Cetvertakove era vorbitoare de rusă (95,83%), existând în minoritate și vorbitori de ucraineană (4,17%).